# Azzate
Azzate est une commune italienne de la province de Varèse dans la région Lombardie en Italie.

## Toponyme
Provient du nom latin de personne Accius ou Attius avec le suffixe -ate.

## Administration
| Période                                  | Période  | Identité            | Étiquette | Qualité |
| ---------------------------------------- | -------- | ------------------- | --------- | ------- |
| 08/06/2009                               | En cours | Giovanni Dell'Acqua | Lega Nord | docteur |
| Les données manquantes sont à compléter. |          |                     |           |         |

### Hameaux
Vegonno, Pratonuovo, C.na Galgino, C.na Prada, C.na Fiori, C.na Maccana, La Favorita, Molino Valciasca, C.na Fornace, Castello, Fontanone, Ronco